# Имперское графство Брейтенег
Имперское графство Брейтенег, также имперская сеньория Брейтене (нем. Reichsgrafschaft Breitenegg, нем. Reichsherrschaft Breitenegg), - государство в составе Священной Римской империи, главным населённым пунктом которого был Брайтенбрунн.

## История
Замок Брайтенегг был построен между 1210 и 1230 годами Вернером IV фон Лаабером. Около 1285 г. Вернер V фон Лаабер продал его графам Хиршбергам. Они продали его Хадмару фон Лааберу в 1302 году. В 1465 году сеньорию Брайтенегг унаследовал гофмейстер баварского герцога Вильгельма III Конрад цу Паппенгейм. 24 сентября 1473 года Конрад фон Паппенгейм и его жена Доротея фон Лаабер продали «Замок Брайттенегк с дворовым зданием, рынком Брайттенпрунн и Хальсгерихом» братьям Мартину II и Людвигу фон Вильденштейнам.
В 1534 г дочь Александра II фон Вильденштейна Росина владела половиной сеньории Брайтенегг, которое позже перешла к ее мужу Карлу фон Вельдену. Дочери Александра III фон Вильденштейна Сюзанна и Агнес каждая унаследовала в 1583 г. по четверти сеньории, которые они получили в качестве приданного в браке с Георгом фон Риндерсбахом и Иоганном Рудольфом фон Хаслангом.
После того, как Карл фон Вельден продал свою половину сеньории герцогу Пфальц-Нейбурга Филиппу Людвигу в 1592 г., Иоганн Рудольф фон Хасланг и Георг фон Риндерсбах продали свою часть герцогу Баварии Вильгельму V в 1595 г. 15 сентября 1611 г. герцог Баварии Максимилиан I выкупил долю Филиппа, так что сеньория воссоединилась.
2 мая 1624 г. он предоставил своему генералу Иоганну Церкласу Тилли расширившуюся за счёт трёх деревень сеньорию, а 25 апреля 1631 г. отказался в его пользу от всех суверенных прав. Став членом Баварского имперского округа с 1648 г., графство также получило место и голос в Рейхстаге в 1654 г. Со смертью графа Фердинанда фон Тилли в 1724 г. семья Тилли вымерла, а их графство было конфискована курфюрстами Баварии. С 1724 г. курфюрст Баварии уже использовал право голоса Брайтенегга в окружных советах, но не в имперской коллегии князей. Аллодиальные права были проданы унаследовавшим их бароном фон Гумппенбергом баварскому курфюрсту Карлу Теодору только в 1792 г.